# Ole Ritter
Ole Ritter (* 29. srpna 1941 Slagelse) je dánský cyklista, který 10. října 1968 o 560 metrů překonal dosavadní hodinový rekord Ferdinanda Brackeho (48,093) na 48,653 km. V roce 1972 byl překonán Eddym Merckxem o 778 metrů, čímž byla zdolána hranice 49 km. V roce 1974 se Ritter pokoušel Merckxe pokořit, ale přestože svůj osobní rekord zvýšil o 226 m, na Merckxe nedosáhl.
V roce 1962 získal stříbrné medaile v závodu amatérů a časovce družstev na Mistrovství světa v silniční cyklistice. Roku 1964 se účastnil Letních olympijských her a celkem v devíti ročnících se účastnil závodu Giro d'Italia, kde v letech 1967 a 1971 vyhrál časovku jednotlivců (45 km v roce 1967 a 20 km 1971) a v roce 1969 zvítězil v jedné standardní etapě. V roce 1975 se účastnil Tour de France, kde skončil na celkovém 47. místě. Prvních míst dosáhl mimo jiné v závodech Trofeo Matteotti (1968) a Gran Premio di Lugano (1970, 1974). V roce 1971 vyhrál v závodu při výjezdu na věž Rundetaarn v Kodani.
Dánský dokumentarista Jørgen Leth natočil v roce 1974 film Den umulige time o Ritterově pokusu překonat hodinový rekord. Jeho film Stjernerne og vandbærerne (1974) mapuje mj. i Ritterův pokus na Giro 1973. V roce 2019 se objevil v Lethově filmu Chodím, jak i v pokročilém věku jezdí na kole.